# Clifden
Clifden (en irlandais : An Clochán) est une ville de la côte ouest de l'Irlande, dans le comté de Galway. Elle est située sur les bords de la rivière Owenglin qui se jette dans la baie de Clifden.
La ville est reliée à celle de Galway par la route N59. Clifden est une destination touristique incontournable pour tous ceux qui veulent visiter le Connemara, dont elle est considérée comme la capitale. En 2011, la population urbaine est de 2 056 habitants pour une superficie de 1,5 km2.

## Histoire
La ville est fondée par John D'Arcy au début du XIXe siècle. On y trouve à proximité son manoir : Clifden Castle, construit en 1818. La ville prend de l’importance au début du XXe siècle quand Guglielmo Marconi y installe sa principale station de télégraphe sans fil. En 1908, Jack Phillips, l'opérateur radio du Titanic, arrive à la station et y travaille plus de trois ans.
Clifden est proche du lieu d’atterrissage du premier vol transatlantique d’Alcock et Brown le 15 juin 1919. L’avion se pose dans la tourbière de Derrygimlagh, à proximité de la station de Marconi.
Clifden est ainsi le lieu de la première transmission radio transatlantique commerciale.

## Tourisme
La situation de la ville à côté de l'océan et des montagnes attire chaque année de nombreux touristes. La ville offre de nombreuses possibilités d'excursions, notamment à vélo, et de profiter du paysage. De plus, la ville propose de nombreux restaurants, bars, bons restaurants locaux et hôtels pour touristes.
Le  drapeau mexicain flotte au centre de la ville en l'honneur de Jon Riley et de son bataillon San Patricio qui ont servi dans  l'armée mexicaine pendant la  guerre d'intervention américaine.

## Compléments